# Alan Marshal
Alan Marshal (29 de enero de 1909 – 13 de julio de 1961) fue un actor teatral y cinematográfico de nacionalidad australiana.

## Biografía
Nacido en Sídney, Australia, a lo largo de su carrera actuó con intérpretes de la talla de Marlene Dietrich, Irene Dunne, Greta Garbo, Ginger Rogers, y Mae West. 
Marshal se casó con Mary Grace Boule, una conocida figura social, en 1938. Tuvieron un hijo, Kit Marshal, nacido el 2 de diciembre de 1939.
Alan Marshal falleció a causa de un ataque cardiaco mientras actuaba en Chicago, Illinois, junto a Mae West, en la obra de teatro Sextette. Tenía 52 años de edad. Fue enterrado en el Cementerio Forest Lawn Memorial Park de Glendale (California). 

## Selección de su filmografía
- The Garden of Allah (El jardín de Alá) (1936)
- After the Thin Man (1936)
- Conquest (Maria Walewska) (1937)
- Night Must Fall (Al caer la noche) (1937)
- Dramatic School (1938)
- The Hunchback of Notre Dame (1939)
- The Adventures of Sherlock Holmes (Sherlock Holmes contra Moriarty) (1939)
- Exile Express (1939)
- Irene (1940)
- The Howards of Virginia (1940)
- Lydia (1941)
- Tom, Dick and Harry (1941)
- The White Cliffs of Dover (Las rocas blancas de Dover) (1944)
- Bride by Mistake (1944)
- The Opposite Sex (1956)
- House on Haunted Hill (1959)
- Day of the Outlaw (1959)